# Mbégane Ndour
Pour les articles homonymes, voir Ndour.
 (mai 2025).
 (mai 2025).
Améliorez-le ou discutez des points à vérifier. 
Mbégane Ndour (également orthographié Mbegaan Nduur en sérère) est un chef traditionnel sérère et le fondateur du royaume du Saloum, dans l’actuel centre-ouest du Sénégal. Il règne approximativement de 1493 à 1513, posant les bases d’un pouvoir dynastique issu des traditions sérères et guelwar. Il est considéré comme l’une des figures majeures de la construction politique de la Sénégambie. II se fait appeler Maad Saloum Mbegan Ndour (roi du Saloum)

## Fondation du royaume du Saloum
Vers la fin du XVe siècle, Mbégane Ndour quitte le royaume du Sine et entreprend de fonder un nouveau royaume dans la région située entre les rivières Sine et Saloum. Il s’établit dans une région connue sous le nom de Mbey, où il affronte plusieurs autorités locales :
- Il défait d'abord Elibana, un marabout toucouleur, qui tentait d’imposer la religion islamique dans la région ;
- Il vainc ensuite Diatara Tambedou, un marchand soninké établi dans la région.

Après ses victoires, il rebaptise la région du nom de Saloum, en hommage à son guide spirituel, Saloum Souaré, un marabout sérère qui l’aurait accompagné. Il établit sa capitale à Kahone, qui devient par la suite un centre politique, culturel et religieux du royaume.